# فيلتون تي رايت
فيلتون تي رايت (بالإنجليزية: Felton T. Wright)‏ هو مدير فني أمريكي، ولد في 20 أغسطس 1900 في جنكشن في الولايات المتحدة، وتوفي في 25 مايو 1971 في براونوود في الولايات المتحدة.